# フライ・プロジェクト

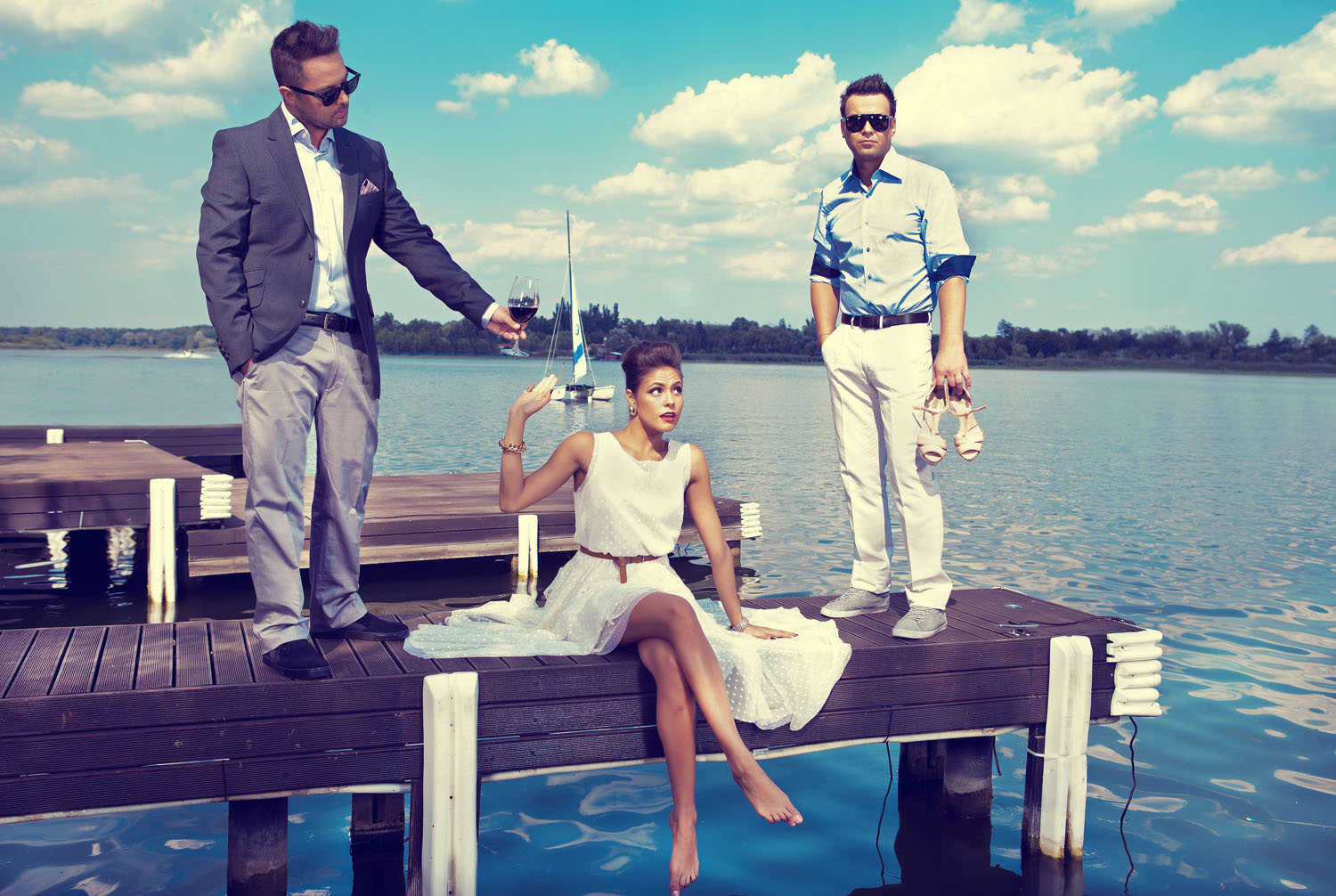
Fly Project in the photoshooting "La Vita e Bella" in 2012

フライ・プロジェクト（Fly Project）は、2005年にトゥドール・イオネスクによって結成されたルーマニア・ブカレスト出身のダンスグループ。
2022年後半ごろよりSNSで主に米国やアジア地域でミーム『アニメダンス』が流行し、その中でよく流されている曲である『Toca Toca』を2013年ごろに生み出した。